# SKUB
SKUB er et skoleudviklings- og udbygningsprojekt i Gentofte Kommune i perioden 1998-2007. Forløbet inkluderer udvikling og ud- og ombygning af kommunens 12 skoler og fritidshjem (GFO). 
Målet med SKUB-projektet er, at Gentofte Kommune skaber et skolevæsen, hvor børn og unge trives bedre og lærer mere end de overordnede læringsmål i Danmark foreskriver. Et skolevæsen som styrker faglige, sociale og personlige færdigheder, og et skolevæsen der løbende fornyer sig og er fremsynet. 
I forløbet udvikler hver skole og GFO sin unikke pædagogiske vision og praksis. Dagligdagen organiseres på nye måder, og bygningerne ændres for at skabe de bedste rammer for den ny hverdag. Udviklingen formes i dialog mellem distriktets brugere. Det sker i tæt samarbejde med kommunens SKUB-gruppe. 

## Ekstern henvisning
- SKUBs hjemmeside Arkiveret 9. april 2005 hos  Wayback Machine